# Окриашвили, Кахабер
Кахабер Окриашвили (груз. კახა ოქრიაშვილი, род. 21 марта 1966, Тбилиси, Грузинская ССР) — грузинский врач, государственный и политический деятель. Депутат парламента Грузии III, IV, V, VI и VII созывов (с 2004 года). 

## Биография
Родился 21 марта 1966 года в Тбилиси столице Грузинской ССР. 
Образование высшее. С 1983 по 1989 годы проходил обучение в Тбилисском государственном медицинском институте на медицинском факультете.
Женат, воспитал сына - Георгий Окриашвили.

## Трудовая деятельность
Свою трудовую деятельность начал в 1982 году, стал работать санитарным работником в областной больнице Дманиси. С 1989 по 1990 годы был назначен и работал главным врачом врачебной амбулатории Гантиади. С 1990 по 1995 годы работал акушером-гинекологом в районной больнице Дманиси. 
С 1995 по 2003 годы трудился в должности генерального директора фармацевтической компании "PSP".

## Политическая деятельность
С 2004 по 2008 годы был депутатом парламента 3-го созыва по Дманисскому мажоритарному округу от инициативной группы. 
С 2008 по 2012 годы являлся депутатом парламента Грузии 4-го созыва по Дманисскому мажоритарному округу от избирательного блока "Единое национальное движение - победитель для Грузии". 
С 2012 по 2016 годы был депутатом парламента Грузии 5-го созыва по Дманисскому мажоритарному округу от избирательного блока "Единое национальное движение - "больше пользы людям". 
С 2016 по 2020 годы - депутат парламента Грузии 6-го созыва по мажоритарному округу Дманиси и Цалка от избирательного блока "Грузинская мечта — Демократическая Грузия".
20 августа 2020 года покинул блок "Грузинская мечта" и вместе с бизнесменом Сезаром Чочели основал новую партию — "Прогресс и свобода". На парламентских выборах 2020 года Объединенное национальное движение и объединенная оппозиция представили мажоритарных кандидатов от Болниси, Дманиси, Цалки и Тетрицкаро. Окриашвили получил 39,55% голосов (23666) и занял второе место. Официально с 2020 года является депутатом парламента Грузии 7-го созыва по партийному списку от избирательного блока "Единое национальное движение -объединенная оппозиция"сила в единстве".